# 鍬戸神社
鍬戸神社（くわとじんじゃ）は、静岡県三島市長伏（ながぶせ）にある神社。

## 概要
三島市の南西部、長伏地区の北端、境川の東岸に、松本地区の高橋神社と隣接（南接）する形で鎮座している。
創建は不詳だが、式内社である倭文神社（しとりじんじゃ）に比定され、『伊豆国神階帳』にも「従四位上 くわとの明神」と記されている古社である。
明治6年（1873年）に村社に列する。

## 祭神
- 倭文神（もしくは不詳）